# Haya Molcho

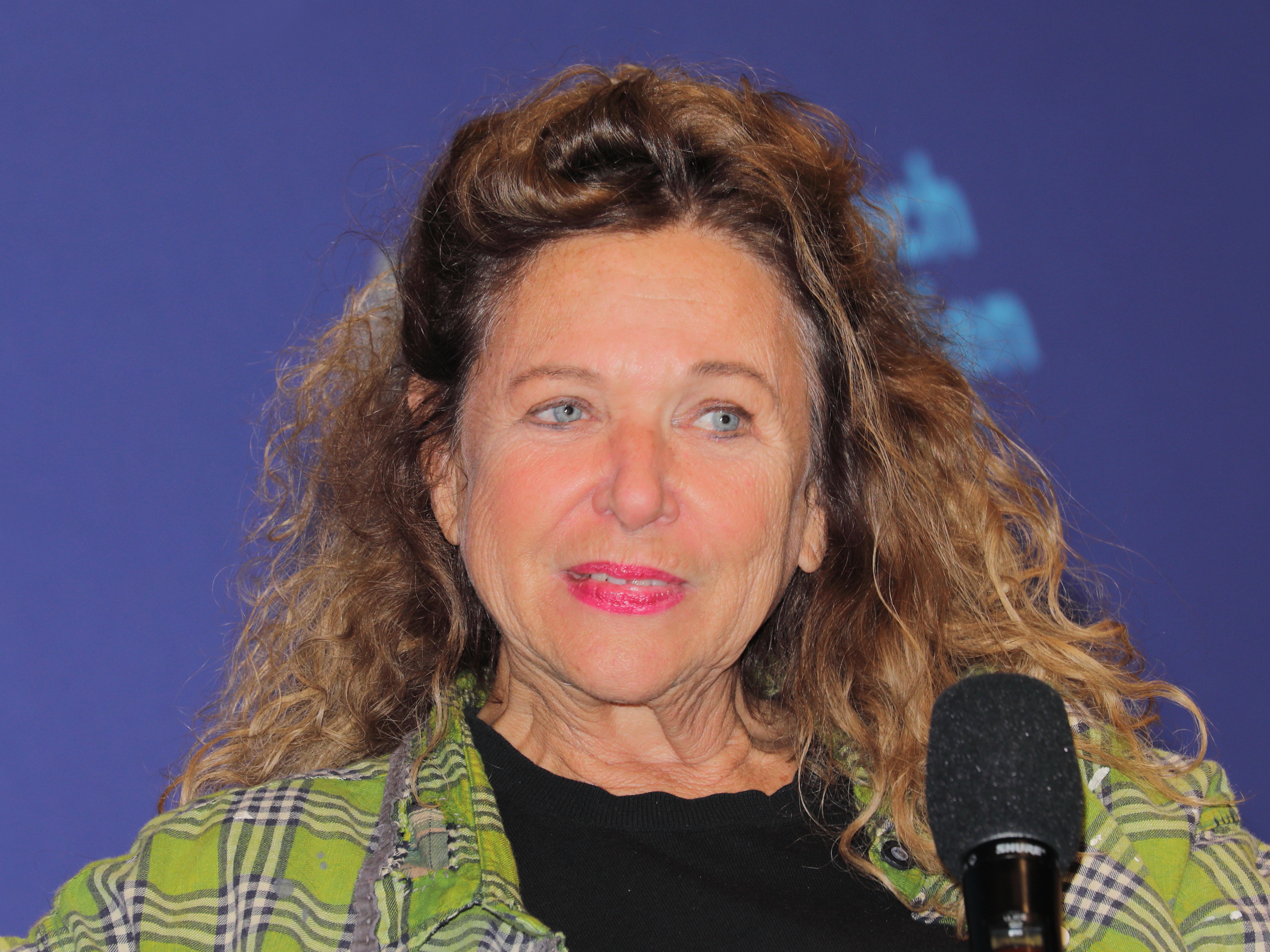
Haya Molcho

Haya Molcho (* 4. März 1955 in Tel Aviv als Haya Heinrich) ist eine in Österreich lebende, hauptsächlich im deutschsprachigen Raum aktive israelische Köchin und Gastronomin.

## Leben
Haya Molcho wurde 1955 in Tel Aviv als Tochter eines aus Rumänien stammenden Zahnarztes geboren und zog im Alter von neun Jahren mit ihren Eltern nach Bremen, wo sie die weiterführende Schule besuchte, ihr Abitur machte und dann Psychologie studierte. Seit 1978 ist sie mit Samy Molcho (* 1936) verheiratet, den sie 1973 kennengelernt hatte und mit dem sie aufgrund seiner Tätigkeit durch Indien, Japan, China, Marokko und weitere Länder reiste, bevor sie sich mit ihm in Wien niederließ. Das Paar hat vier Söhne (* 1984, * 1986, * 1987, * 1990).
Molcho, die sich bereits seit ihrer Kindheit mit dem Kochen beschäftigte, ist erst seit 2003 gastronomisch tätig, als eine Nachbarin sie bat, das Catering für eines ihrer Feste zu übernehmen. 2009 eröffnete sie das erste Restaurant unter ihrer Marke NENI (ein Akronym aus den Anfangsbuchstaben der Namen ihrer vier Söhne: Nuriel, Elior, Nadiv, Ilan) am Wiener Naschmarkt. Neben diesem und zwei weiteren Restaurants in Wien führt sie mittlerweile unter ihrer Marke Restaurants in Berlin, Hamburg, München, Zürich, auf Mallorca (Port de Sóller), in Köln, Paris, Kopenhagen und Amsterdam, in denen der Fokus der Gerichte auf orientalischen Rezepten, speziell der israelischen Küche, liegt. Sie vertreibt unter der Marke  NENI am Tisch mit 25 unterschiedlichen Produkten unter anderem Hummus, Baba Ghanoush und Falafel in 1600 SPAR-Supermarktfilialen und unterhält eine europaweite Kooperation mit der Hotelkette 25 Hours. 2021 wurde sie vom Weinjournal Falstaff für ihr Lebenswerk ausgezeichnet.

## Fernsehauftritte (Auswahl)
2018
- Was gibt es Neues? (Folge vom 11. Mai 2018)[10]

2019
- Volle Kanne – Service täglich (Folge vom 17. Januar 2019)[11]
- Kitchen Impossible (Staffel 4, Folge vom 3. März)
- Top Chef Germany[12] (Finale)
- ZDF-Fernsehgarten (Folge vom 16. Juni 2019)[13]
- The Taste (Staffel 7, Folge 4)

2020
- Kitchen Impossible (Staffel 5, Folge vom 23. Februar)[14]
- 3 nach 9 (Folge vom 31. März 2020)[15]
- Grill den Henssler (Staffel 13, Folge vom 8. November 2020)
- Willkommen Österreich (Folge vom 1. Dezember 2020)[16]

2021
- Grill den Henssler (Staffel 14, Folge vom 11. April 2021)
- Kitchen Impossible 2020 – Die Tagebücher der Küchenchefs[17]
- The Taste (Staffel 9, Folge 3)

2022
- Kitchen Impossible (Staffel 7, Folge vom 13. Februar)[18][19]
- ZDF-Mittagsmagazin (Folge vom 12. Oktober 2022)
- Ringlstetter (Folge vom 15. Dezember)[20]

2024
- ZDF-Mittagsmagazin (Folge vom 29. Januar)
- Rolemodels (ZDF)[21]
- Käpt‘ns Dinner (ARD, Folge vom 17. Mai)

## Bücher
- Balagan! Rezepte aus der orientalischen Küche, Südwest Verlag, München 2015, ISBN 978-3-517-09480-9.
- Hayas Küche. Regionale Produkte, orientalische Rezepte, Südwest Verlag, München 2016, ISBN 978-3-517-09424-3.
- Tel Aviv. Food. People. Stories – eine kulinarische Reise mit Neni, Brandstätter Verlag, Wien 2018, ISBN 978-3-7106-0091-3.
- Wien. Food. People. Stories – eine kulinarische Reise mit NENI, Brandstätter Verlag, Wien 2020, ISBN 978-3-7106-0461-4.
- Coming Home – meine Familienrezepte, Brandstätter Verlag, Wien 2022, ISBN 978-3-7106-0643-4.
- Lust auf fremde Küche - Neni : die Rezept-Klassiker, Amalthea Verlag, Wien 2023, ISBN 978-3-99050-250-1.
- Italien – Food. People. Stories, Brandstätter Verlag, Wien 2024, ISBN 978-3-7106-0814-8.